# 溫海溫泉站
溫海溫泉站（日语：／ Atsumi-Onsen eki */?）是位於山形縣鶴岡市溫海戊446番2號，東日本旅客鐵道（JR東日本）的羽越本線車站。
在優等列車中，特急「稻穗」和周遊型臨時臥鋪列車TRAIN SUITE「四季島」停站。

## 歷史
- 1923年（大正12年）3月18日：鐵道省陸羽西線三瀨站至溫海站之間開通，此站啟用（日语：／）。
- 1923年（大正12年）11月23日：陸羽西線溫海站至鼠關站之間開通。
- 1924年（大正13年）7月31日：陸羽西線余目至鼠關站之間編入至羽越線。
- 1925年（大正14年）11月20日：隨著支線與赤谷線啟用，羽越線改名為羽越本線。
- 1963年（昭和38年）
  - 11月1日：終止貨物起卸業務。
  - 12月1日：新車站大樓落成。
- 1974年（昭和49年）5月：綠色窗口啟用[1]。
- 1977年（昭和52年）10月1日：車站改名為溫海溫泉站。
- 1985年（昭和60年）3月14日：終止行李起卸業務。
- 1987年（昭和62年）4月1日：伴隨國鐵分割民營化，車站由東日本旅客鐵道（JR東日本）營運。
- 2013年（平成25年）1月12日：車站大樓翻新[2]。
- 2017年（平成29年）
  - 1月：車站大樓改建工程開始。
  - 5月4日：TRAIN SUITE「四季島」開始停此站。

## 車站構造
車站是一座地面車站，設有1面1線的單式月台和1面2線的島式月台，共設有2面3線的月台。月台之間設有行人隧道連接。
此站是由酒田站管理的業務委託車站，委托了JR新潟Business負責車站業務。車站大樓內設有有人閘口、綠色窗口、輕觸式自動售票機、室內候車室。廁所位於車站大樓外的左邊。
在2013年，車站大樓和候車室進行翻新。在2017年，為了TRAIN SUITE 四季島開始停靠此站，加設有四季島專用出口，以及翻新行人隧道。
此站設有1往返班次以此站為終站和起點站。

### 月台
| 月台 | 路線      | 上下行 | 方向           | 備註                     |
| ---- | --------- | ------ | -------------- | ------------------------ |
| 1    | ■羽越本線 | 下行   | 酒田、秋田方向 |                          |
| 2    | ■羽越本線 | 下行   | 酒田、秋田方向 | 從此站出發或待避列車使用 |
| 2    | ■羽越本線 | 上行   | 村上、新潟方向 | 從此站出發或待避列車使用 |
| 3    | ■羽越本線 | 上行   | 村上、新潟方向 |                          |

參考

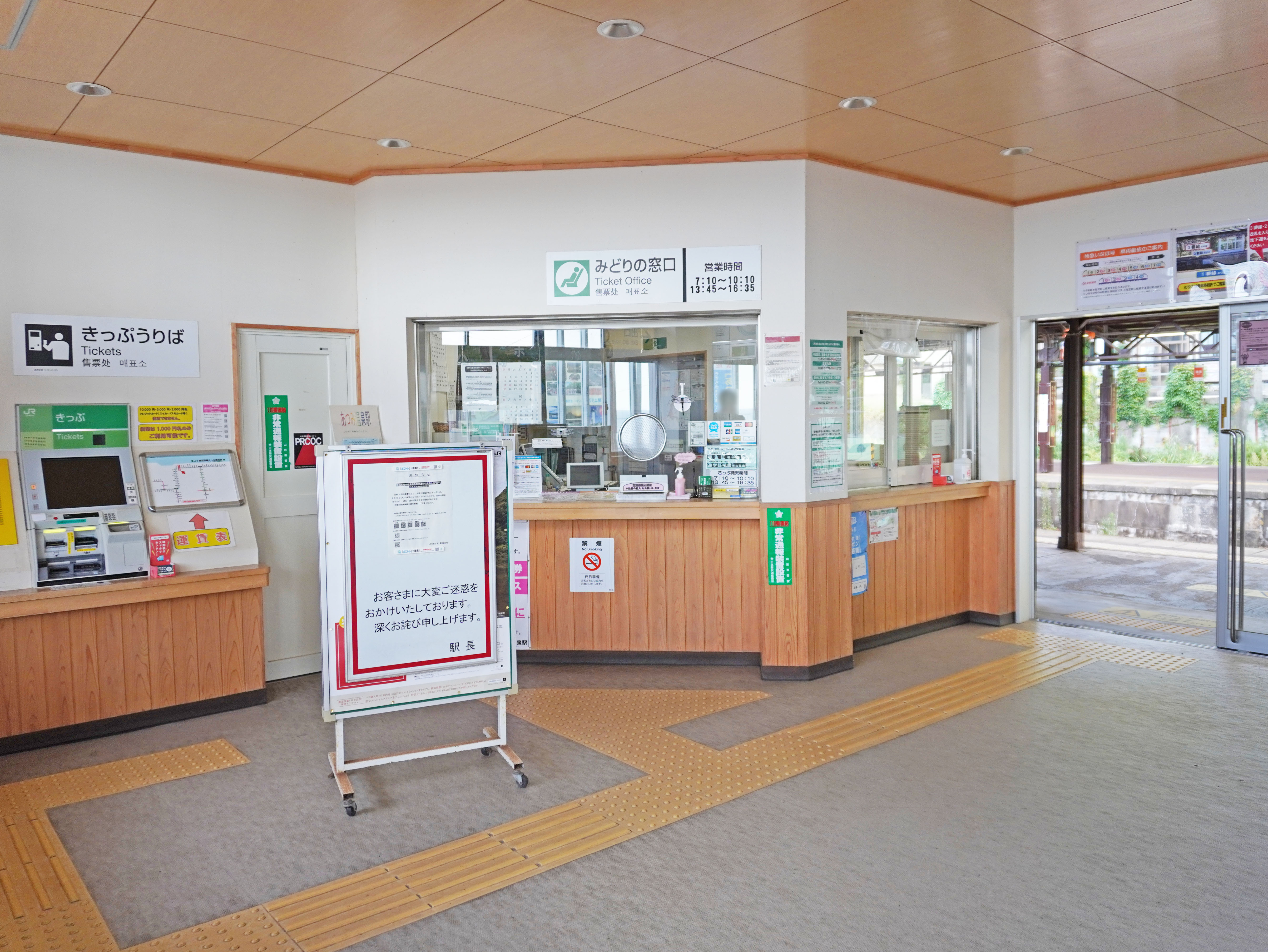
檢票口（2922年9月）
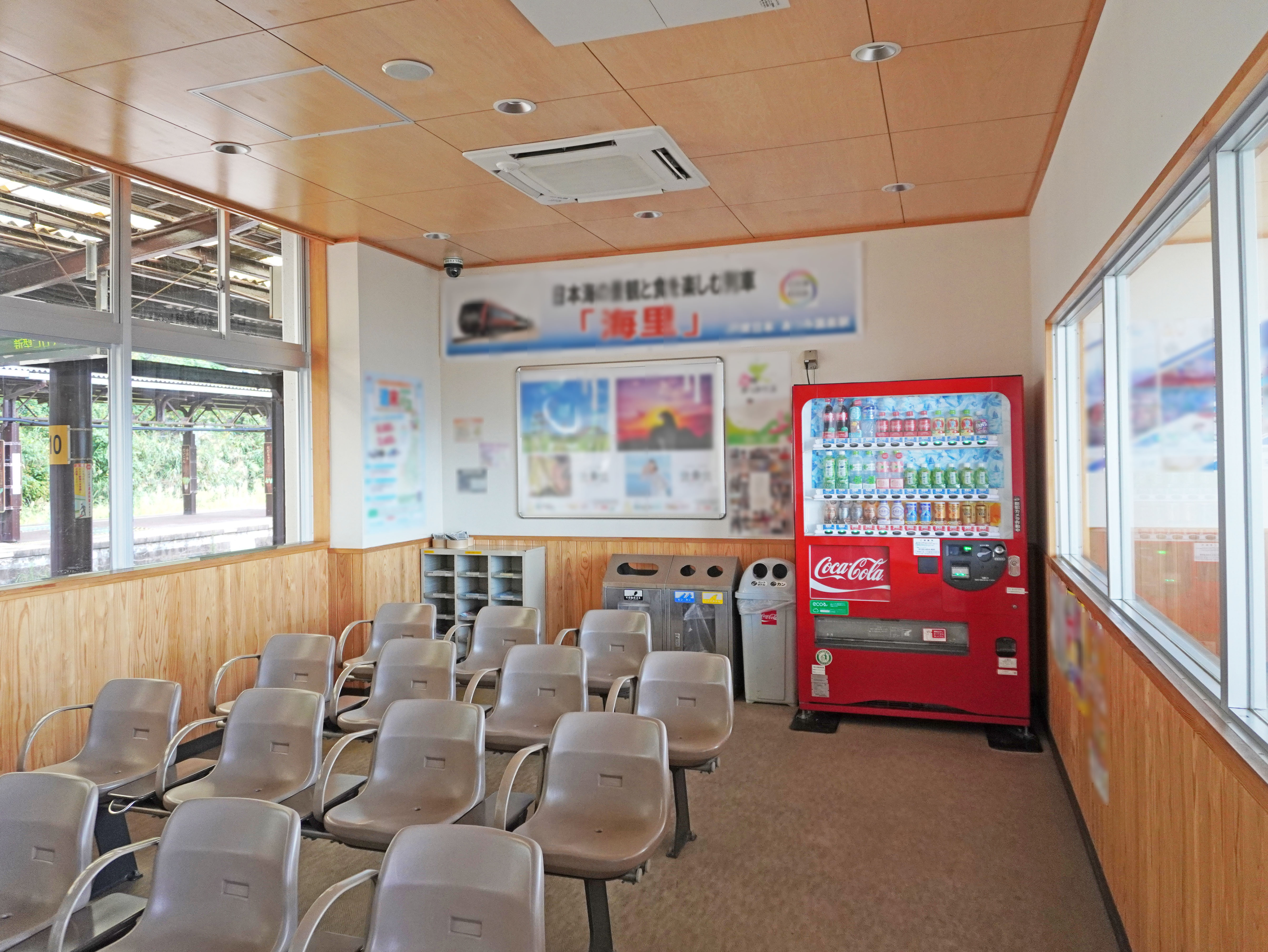
候車室內（2022年9月）
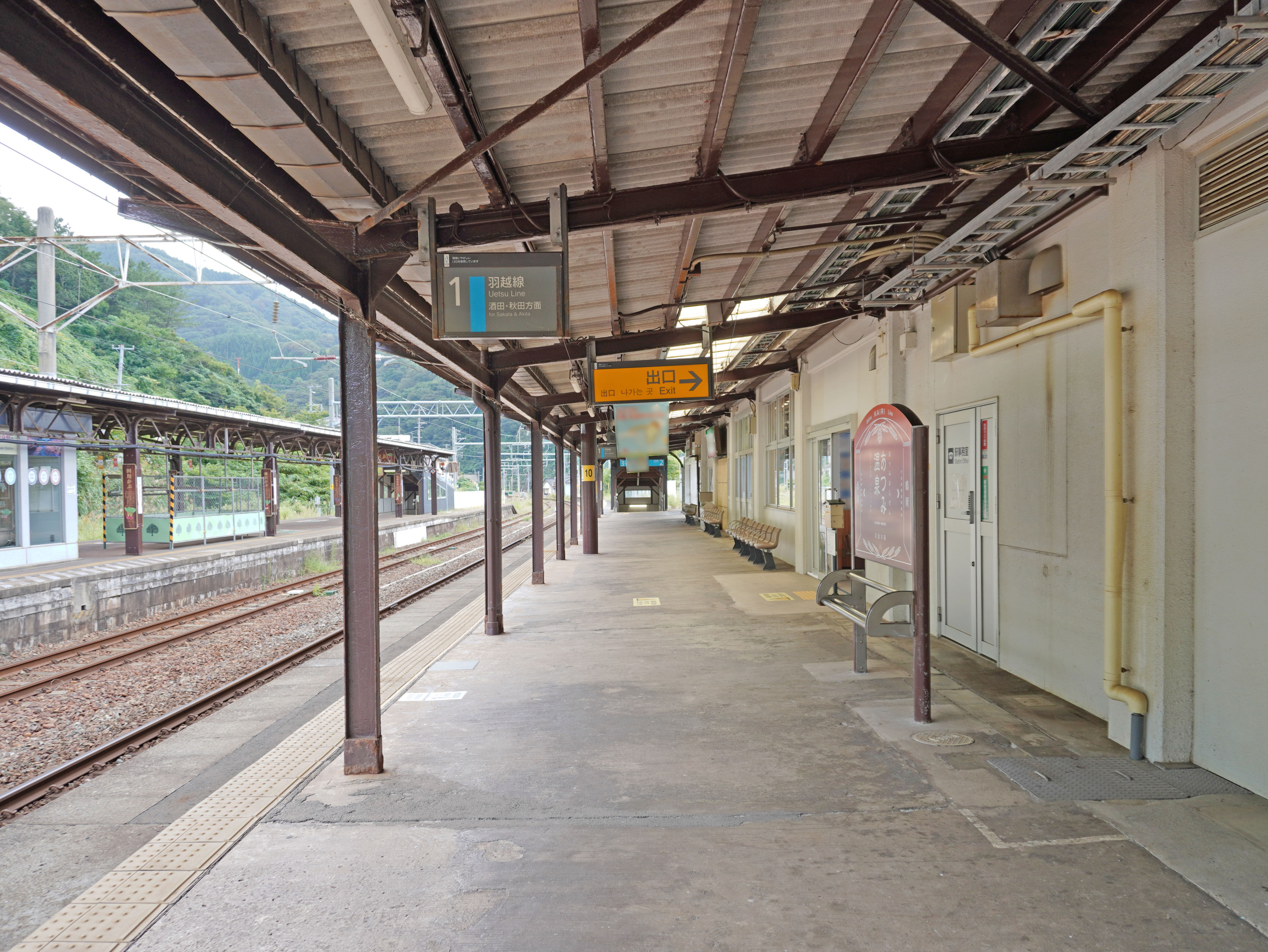
1號月台（2022年9月）
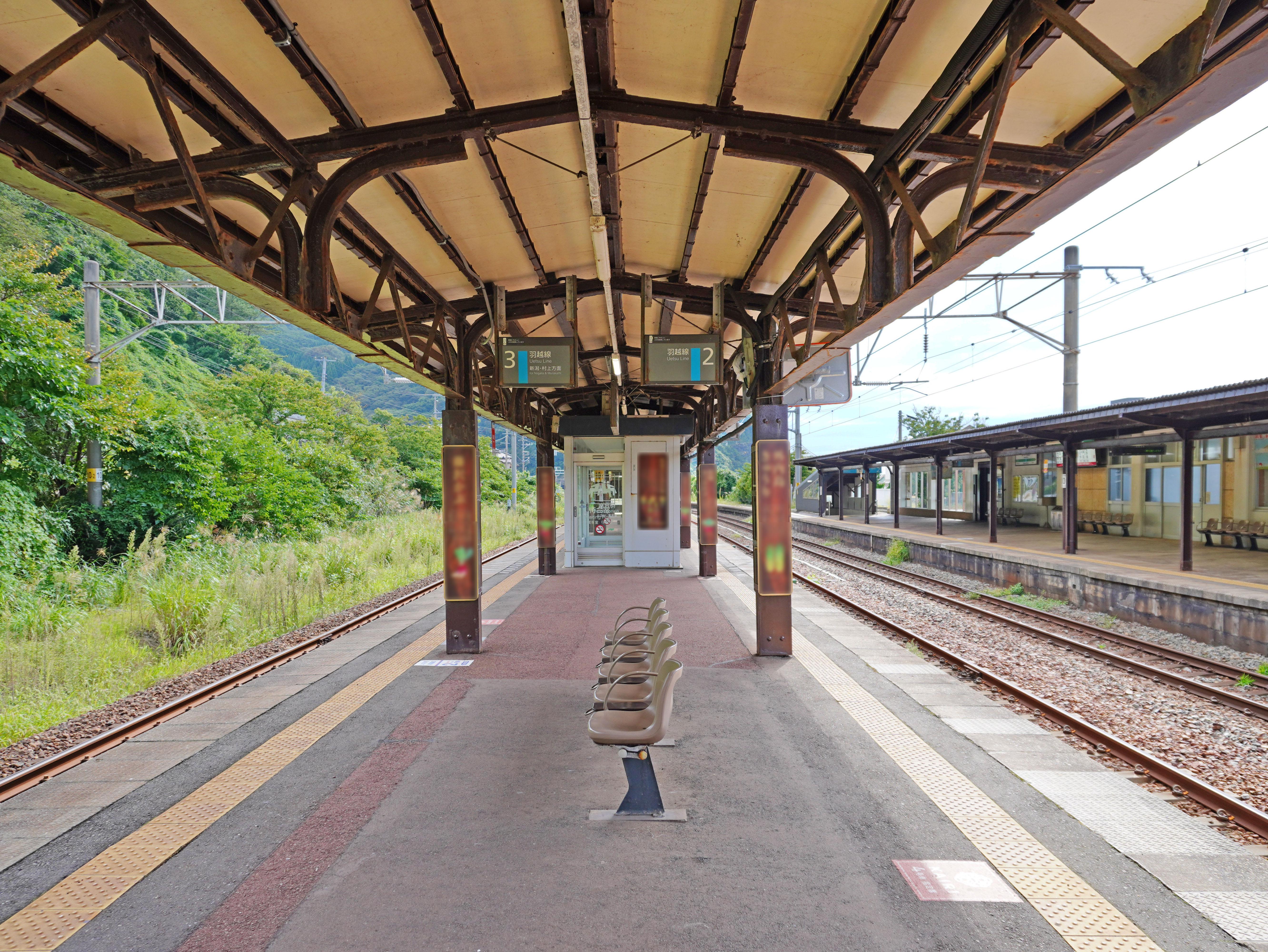
2號與3號月台（2022年9月）

## 使用狀況
在2019年度（令和元年度），1日平均乘車人次為91人。
以下列出1日平均乘車人次：
| 乘車人次變化       | 乘車人次變化     | 乘車人次變化    |
| 年度               | 1日平均 乘車人次 | 參考資料        |
| ------------------ | ---------------- | --------------- |
| 1965年（昭和40年） | 1,431            | [ 利用客数 2 ]  |
| 1970年（昭和45年） | 1,020            | [ 利用客数 3 ]  |
| 1975年（昭和50年） | 1,036            | [ 利用客数 4 ]  |
| 2000年（平成12年） | 271              | [ 利用客数 5 ]  |
| 2001年（平成13年） | 271              | [ 利用客数 6 ]  |
| 2002年（平成14年） | 250              | [ 利用客数 7 ]  |
| 2003年（平成15年） | 252              | [ 利用客数 8 ]  |
| 2004年（平成16年） | 227              | [ 利用客数 9 ]  |
| 2005年（平成17年） | 218              | [ 利用客数 10 ] |
| 2006年（平成18年） | 193              | [ 利用客数 11 ] |
| 2007年（平成19年） | 178              | [ 利用客数 12 ] |
| 2008年（平成20年） | 165              | [ 利用客数 13 ] |
| 2009年（平成21年） | 146              | [ 利用客数 14 ] |
| 2010年（平成22年） | 133              | [ 利用客数 15 ] |
| 2011年（平成23年） | 114              | [ 利用客数 16 ] |
| 2012年（平成24年） | 132              | [ 利用客数 17 ] |
| 2013年（平成25年） | 133              | [ 利用客数 18 ] |
| 2014年（平成26年） | 121              | [ 利用客数 19 ] |
| 2015年（平成27年） | 114              | [ 利用客数 20 ] |
| 2016年（平成28年） | 119              | [ 利用客数 21 ] |
| 2017年（平成29年） | 106              | [ 利用客数 22 ] |
| 2018年（平成30年） | 101              | [ 利用客数 23 ] |
| 2019年（令和元年） | 91               | [ 利用客数 1 ]  |

## 車站周邊
在車站西方設有道路和海岸。此站與溫海溫泉有一段距離。
- 鶴岡市政廳溫海廳舍（前：溫海町（日语：温海町）公所）
- 溫海郵局
- 國道7號

## 巴士路線
- 庄内交通（日语：庄内交通）

## 相鄰車站
東日本旅客鐵道
■羽越本線
- 特急「稻穗」停車站

小岩川－溫海溫泉－五十川
在此站至小岩川之間，於日本國有鐵道（國鐵）時代已經為雙線鐵路而建設新隧道（住吉山隧道、宮名隧道），但是實際上還未有使用。

## 注腳

### 使用狀況
1. 1 2  . 東日本旅客鉄道.   [2020-07-13]. （原始内容存档于2020-07-10） （日语）.
2. ↑  鐵道統計年報昭和40年版p102　新潟鐵道管理局
3. ↑  鐵道統計年報昭和45年版p90-91　新潟鐵道管理局
4. ↑  鐵道統計年報昭和50年版p64-65　新潟鐵道管理局
5. ↑  . 東日本旅客鉄道.   [2019-02-25]. （原始内容存档于2017-08-08） （日语）.
6. ↑  . 東日本旅客鉄道.   [2019-02-25]. （原始内容存档于2019-04-02） （日语）.
7. ↑  . 東日本旅客鉄道.   [2019-02-25]. （原始内容存档于2019-04-02） （日语）.
8. ↑  . 東日本旅客鉄道.   [2019-02-25]. （原始内容存档于2019-04-02） （日语）.
9. ↑  . 東日本旅客鉄道.   [2019-02-25]. （原始内容存档于2019-04-02） （日语）.
10. ↑  . 東日本旅客鉄道.   [2019-02-25]. （原始内容存档于2017-08-08） （日语）.
11. ↑  . 東日本旅客鉄道.   [2019-02-25]. （原始内容存档于2019-03-27） （日语）.
12. ↑  . 東日本旅客鉄道.   [2019-02-25]. （原始内容存档于2017-08-08） （日语）.
13. ↑  . 東日本旅客鉄道.   [2019-02-25]. （原始内容存档于2019-04-02） （日语）.
14. ↑  . 東日本旅客鉄道.   [2019-02-25]. （原始内容存档于2019-04-02） （日语）.
15. ↑  . 東日本旅客鉄道.   [2019-02-25]. （原始内容存档于2016-03-27） （日语）.
16. ↑  . 東日本旅客鉄道.   [2019-02-25]. （原始内容存档于2019-04-02） （日语）.
17. ↑  . 東日本旅客鉄道.   [2019-02-25]. （原始内容存档于2019-04-02） （日语）.
18. ↑  . 東日本旅客鉄道.   [2019-02-25]. （原始内容存档于2016-03-04） （日语）.
19. ↑  . 東日本旅客鉄道.   [2019-02-25]. （原始内容存档于2019-03-06） （日语）.
20. ↑  . 東日本旅客鉄道.   [2019-02-25]. （原始内容存档于2019-03-23） （日语）.
21. ↑  . 東日本旅客鉄道.   [2019-02-25]. （原始内容存档于2019-02-14） （日语）.
22. ↑  . 東日本旅客鉄道.   [2019-02-25]. （原始内容存档于2019-03-25） （日语）.
23. ↑  . 東日本旅客鉄道.   [2019-07-21]. （原始内容存档于2019-07-05） （日语）.

## 外部連結
- 車站資訊（溫海溫泉）：東日本旅客鐵道（日語）